# Lee Yeon-ju
Lee Yeon-ju (koreanisch 이연주, * 19. Januar 1964 in Chuncheon) ist eine ehemalige südkoreanische Eisschnellläuferin.

## Werdegang
Lee trat international erstmals bei den Juniorenweltmeisterschaften 1981 in Elverum in Erscheinung, wobei sie den 22. Platz im Mini-Mehrkampf errang. In den folgenden Jahren kam sie bei den Juniorenweltmeisterschaften 1982 in Innsbruck auf den 21. Platz im Mini-Mehrkampf, bei der Mehrkampfweltmeisterschaft 1983 in Karl-Marx-Stadt auf den 27. Rang im Kleinen Vierkampf und bei der Sprintweltmeisterschaft 1985 in Heerenveen auf den 28. Platz. Zudem belegte sie bei den Olympischen Winterspielen 1984 in Sarajevo den 31. Platz über 1000 m, den 28. Rang über 1500 m und den 22. Platz über 500 m. In der Saison 1985/86 nahm sie in Berlin an vier Läufen im Eisschnelllauf-Weltcup teil und erreichte mit dem neunten Platz über 500 m ihre beste Platzierung im Weltcup. Letztmals international startete sie bei der Sprintweltmeisterschaft 1986 in Karuizawa, wobei sie  nach drei von vier Läufen disqualifiziert wurde.

## Erfolge

### Olympische Spiele
- 1984 Sarajevo: 22. Platz 500 m, 28. Platz 1500 m, 31. Platz 1000 m

### Mehrkampf-Weltmeisterschaften
- 1983 Karl-Marx-Stadt: 27. Platz Kleiner Vierkampf

### Sprint-Weltmeisterschaften
- 1985 Heerenveen: 28. Platz Sprint-Mehrkampf
- 1986 Karuizawa: DSQ Sprint-Mehrkampf

## Persönliche Bestleistungen
| Disziplin | Zeit        | Datum             | Ort    |
| --------- | ----------- | ----------------- | ------ |
| 500 m     | 41,97 s     | 29. Dezember 1983 | Inzell |
| 1000 m    | 1:25,82 min | 29. Dezember 1983 | Inzell |
| 1500 m    | 2:15,14 min | 22. Januar 1984   | Inzell |
| 3000 m    | 5:09,65 min | 18. Dezember 1979 | Seoul  |